# Bartolomeo Papazzurri
Bartolomeo Papazzurri (... – Padova, 11 agosto 1365) è stato un arcivescovo cattolico italiano.

## Biografia
Di nobile famiglia romana, abbracciò la vita religiosa tra i domenicani: si formò negli studi dell'ordine di Siena e di Tolosa.
Fu eletto vescovo di Teano il 30 maggio 1348 da papa Clemente VI.
Papa Innocenzo VI, annullando l'elezione del capitolo cattedrale che aveva scelto come vescovo l'arcidiacono Nicola Mascioli, lo trasferì alla sede di Chieti il 24 maggio 1353.
Il 21 luglio 1363 fu nominato arcivescovo di Patrasso.
Amico e corrispondente di Francesco Petrarca, soggiornò da lui in Veneto mentre si recava a prendere possesso della sede di Patrasso (che non raggiunse mai).